# City College
City College es una universidad privada en Fort Lauderdale, Florida. Fue fundado en 1984 como una rama de Draughons Junior College antes de separarse en 1989. Además de su campus principal, City College tiene ubicaciones adicionales en Gainesville, Hollywood, Miami y Orlando. La universidad ofrece diez títulos asociados y tres títulos de licenciatura y está acreditada por la Oficina de Acreditación de Escuelas de Educación para la Salud. 

## Historia
City College se estableció por primera vez en 1984 como una rama de Draughons Junior College . En mayo de 1988, la escuela agregó su primera sucursal en Gainesville. En el otoño de 1989, la escuela se convirtió en una universidad independiente y recibió la aprobación para comenzar a ofrecer sus primeros títulos de Asociado en Ciencias ; se expandió a títulos de Licenciatura en Ciencias en julio de 1999. 
La segunda sucursal de la escuela, en Miami, inició operaciones en junio de 1997.  Ese mismo año, el Institute of Specialized Training and Management, Inc fue aprobado para ofrecer títulos asociados y cambió su nombre a City College, convirtiéndose en una filial de Orlando de la escuela principal de City College.   La tercera sucursal de la escuela, en Hollywood FL, inició operaciones en agosto de 2011. El campus ofrece programas de grado asociado en servicios médicos de emergencia, salud afines y negocios.

## Académico
City College ofrece diez títulos de Asociado en Ciencias en siete programas principales y títulos de Licenciatura en Ciencias en su programa de Administración de Empresas.  Para graduarse con un título de asociado, los estudiantes deben completar entre 22 y 28 cursos, incluidos 6 cursos de educación general y 14 cursos en su área de especialización. Para obtener títulos de licenciatura, los estudiantes deben completar entre 45 y 46 cursos, incluidos 14 cursos de educación general y 14 a 22 cursos principales. Los estudiantes también deben mantener un GPA general de 2.0, y algunas áreas principales tienen requisitos de calificación mínima para los cursos principales. 

## Campus
Originalmente ubicado en Cypress Creek Road, el campus principal de City College se trasladó a su ubicación actual en 2005, después de que la escuela comprara el edificio de oficinas Atrium 2000 en 2004 por $11,2 millones.   Ubicado en 9 acres (36 421,7 m²)   de terreno, el edificio de dos pisos se extiende por 50 000 pies cuadrados (4645,2 m²)  El campus de Gainesville está ubicado en un 21 200 pies cuadrados (1969,5 m²)   edificio de una sola planta cerca del centro de Gainesville con 10.000 metros cuadrados separados. ft. Ubicación del salón de clases para las instalaciones del laboratorio de tecnología veterinaria. La sucursal de Miami tiene aproximadamente 24 000 pies cuadrados (2229,7 m²)   de dos edificios en el parque de oficinas Dadeland Towers. El campus de Hollywood ocupa aproximadamente 16.500 metros cuadrados. pies en el segundo y tercer piso de 6565 Taft St. Hollywood FL. 
Los cuatro campus cuentan con laboratorios de trabajo especiales para permitir a los estudiantes adquirir experiencia práctica en sus respectivos campos de estudio.  La escuela no ofrece alojamiento en el campus en ninguna de sus ubicaciones. 

### Afiliado de Orlando
City College Orlando es un campus afiliado de City College . Se estableció originalmente en diciembre de 1988 como Institute of Specialized Training & Management, Inc. (ISTM), una escuela especializada en la educación y el desarrollo profesional de investigadores privados independientes. En 1989, la escuela obtuvo la licencia oficial de la Junta Estatal de Escuelas Postsecundarias Independientes, Técnicas, Comerciales y de Negocios. Comenzó a ofrecer programas vocacionales en 1991 y se amplió para incluir títulos asociados en 1996. En 1997, la escuela cambió de nombre y se convirtió en afiliada de City College. El campus obtuvo la acreditación para los títulos de Asociado en Ciencias que ofreció en 2000. 
Como afiliada, la escuela tiene un director y una junta directiva separados de los otros campus de City College,  pero por lo demás tiene una estructura y oferta de cursos similares,   la misma misión,   y directrices educativas similares. 

## Vida de estudiante
City College no ofrece actividades estudiantiles organizadas y no tiene equipos deportivos, por lo que sienten que sus estudiantes asisten a la escuela "para aprender habilidades laborales y muchos están involucrados con sus propias familias y organizaciones". A los estudiantes se les permite formar sus propias organizaciones, con el patrocinio del profesorado y la aprobación del director. Actualmente, la escuela cuenta con cuatro organizaciones estudiantiles: Allied Health Student Association, Broadcast Student Association (solo para estudiantes en el campus de Fort Lauderdale), City College Ambassadors y Private Investigator Student Association. 

## Acreditación
En 2017, todos los campus de City College recibieron la acreditación institucional inicial de la Oficina de Acreditación de Escuelas de Educación para la Salud (ABHES).  City College estaba acreditado anteriormente por el Consejo de Acreditación de Colegios y Escuelas Independientes (ACICS) para otorgar certificados, diplomas y títulos asociados.